# خوسيمار
خوسيمار (بالبرتغالية: Josimar Higino Pereira‏) (مواليد 19 سبتمبر 1961) هو لاعب كرة قدم. يلعب مع منتخب البرازيل لكرة القدم. سبق له أن لعب في كأس العالم لكرة القدم مع منتخب بلاده.

## روابط خارجية
- خوسيمار على موقع الاتحاد الدولي (مؤرشف)  (الإنجليزية)
- خوسيمار على موقع قاعدة بيانات كرة القدم.إي يو (الإنجليزية)
- خوسيمار على موقع ناشيونال فوتبول تيمز (الإنجليزية)